# Lamine Cissé (football)
Pour les articles homonymes, voir Lamine Cissé et Cissé.
Mohammed Lamine Cissé, né le 15 février 2003 à Créteil, est un footballeur franco-guinéen qui évolue au poste d'ailier à Stoke City.

## Biographie

### Carrière en club
Passé dans sa jeunesse par différents clubs d'Île-de-France, c'est avec l'Association sportive Nancy-Lorraine que Lamine Cissé signe son premier contrat professionnel le 20 avril 2020,. Il fait ses débuts en Ligue 2 le 1er mai 2021 en remplaçant Mickaël Biron face à Valenciennes (victoire 3-1).
Après deux saisons complètes en National avec l'ASNL, Cissé rejoint le Sporting Club de Bastia, club de Ligue 2, en juin 2024 pour trois saisons. Il dispute son premier match sous ses nouvelles couleurs lors de la 3e journée contre le promu Martigues, et marque son premier but le 20 septembre 2024 contre le Paris FC sur un dégagement raté d'Obed Nkambadio,.

### En sélection
Lamine Cissé est international français avec les moins de 16 ans, moins de 19 ans, et les moins de 20 ans. Il dispute à l'été 2022 le championnat d'Europe des moins de 19 ans, lors duquel la France atteint les demi-finales.

## Statistiques

### En club
| Saison                | Club                  | Championnat           | Championnat | Championnat | Championnat | Coupe(s) nationale(s) | Coupe(s) nationale(s) | Coupe(s) nationale(s) | Total | Total | Total |
| Saison                | Club                  | Division              | M.          | B.          | P.d.        | M.                    | B.                    | P.d.                  | M.    | B.    | P.d.  |
| 2020-2021             | AS Nancy Lorraine     | Ligue 2               | 1           | 0           | 0           | 0                     | 0                     | 0                     | 1     | 0     | 0     |
| 2021-2022             | AS Nancy Lorraine     | Ligue 2               | 21          | 2           | 3           | 3                     | 0                     | 0                     | 24    | 2     | 3     |
| 2022-2023             | AS Nancy Lorraine     | National              | 29          | 4           | 2           | 0                     | 0                     | 0                     | 29    | 4     | 2     |
| 2023-2024             | AS Nancy Lorraine     | National              | 21          | 3           | 2           | 0                     | 0                     | 0                     | 21    | 3     | 2     |
| Sous-total            | Sous-total            | Sous-total            | 72          | 9           | 7           | 3                     | 0                     | 0                     | 75    | 9     | 7     |
| 2024-2025             | SC Bastia             | Ligue 2               | 31          | 9           | 5           | 3                     | 2                     | 0                     | 34    | 11    | 5     |
| Total sur la carrière | Total sur la carrière | Total sur la carrière | 103         | 18          | 12          | 6                     | 2                     | 0                     | 109   | 20    | 12    |